# Альбіон (округ Освего, Нью-Йорк )
Альбіон (англ. Albion) — місто (англ. town) в США, в окрузі Освіго штату Нью-Йорк. Населення — 2009 осіб (2020).

## Демографія
Згідно з переписом 2010 року, у місті мешкали 2073 особи в 734 домогосподарствах у складі 549 родин. Було 881 помешкання
Расовий склад населення:
| - 96,8 % — білих - 0,5 % — корінних американців - 0,4 % — чорних або афроамериканців - 0,3 % — азіатів |

До двох чи більше рас належало 1,8 %. Частка іспаномовних становила 0,8 % від усіх жителів.
За віковим діапазоном населення розподілялося таким чином: 27,3 % — особи молодші 18 років, 63,6 % — особи у віці 18—64 років, 9,1 % — особи у віці 65 років та старші. Медіана віку мешканця становила 36,1 року. На 100 осіб жіночої статі у місті припадало 106,1 чоловіків;  на 100 жінок у віці від 18 років та старших — 106,3 чоловіків також старших 18 років.
Середній дохід на одне домашнє господарство  становив 53 387 доларів США (медіана — 46 810), а середній дохід на одну сім'ю — 56 865 доларів (медіана — 48 750). Медіана доходів становила 40 272 долари для чоловіків та 29 052 долари для жінок. За межею бідності перебувало 21,6 % осіб, у тому числі 34,7 % дітей у віці до 18 років та 12,1 % осіб у віці 65 років та старших.
Цивільне працевлаштоване населення становило 913 осіб. Основні галузі зайнятості: освіта, охорона здоров'я та соціальна допомога — 19,9 %, роздрібна торгівля — 14,9 %, виробництво — 14,5 %.